# 쾌지나 칭칭나네 (춤)
쾌지나칭칭나네는 영남 지방의 민요인 〈쾌지나칭칭나네〉를 제창(齊唱)하면서 그 율조(律調)에 따라 움직이는 춤이다. 노래가 다를 뿐이지 〈강강수월래〉와 별로 다르지 않은 형식과 율동으로 된 것이 주목된다. 〈강강수월래〉가 그렇듯이 1명이 원사(原詞)를 부르면 일동이 후렴인 ‘쾌지나칭칭나네’를 합창하는 형식이며, 처음은 느리게 나가다가 차츰 흥이 일면서 춤도 노래도 급속도로 고조된다.